# Spelunke (Film)
Spelunke ist ein deutscher Stummfilm aus dem Jahre 1928 von E. W. Emo mit Corry Bell und Igo Sym in den Hauptrollen.

## Handlung
Hamburg, in den 1920er Jahren. Hans Jörgen, ein gutaussehender junger Mann, hat einen Fehler begangen: Obwohl unschuldig, hat er die Straftat eines anderen, eines gewissen Garreis, auf sich genommen, und musste für ihn ins Gefängnis gehen. Dieser Mann ohne Beruf hat Hans Jörgen schließlich sogar um dessen Anteil gebracht. Um sich an dem ehrlosen Kumpan von einst zu rächen, bricht der Häftling Nr. 137 nach fünf Jahren aus dem Knast aus und findet ein Versteck in einer schummrigen Spelunke im Hafenviertel, in der auch die schwarze Else zuhause ist. Beide kommen einander näher und verlieben sich. Um ihrem Hans-Jörgen wieder den Weg zurück in eine bürgerliche Existenz zu ebnen, besorgt ihm Else entsprechende Ausweisdokumente.
Zwischenzeitlich haben sich auch andere finstere Gestalten in der titelgebenden Spelunke eingefunden. Die kleinen Ganoven Schlosser-Franz und der schicke Emil sind ebenfalls Opfer des durchtriebenen Garreis geworden. Wie einst Hans Jörgen haben die sich von Garreis bei „krummen Dingern“ instrumentalisieren lassen und hatten dann das Nachsehen, da Garreis die Beute ganz für sich allein haben wollte. Garreis führt ein Doppelleben: Während er kleine Gauner für sich schuften lässt, um diese anschließend auszubooten, lebt er selbst eine wohlanständige Zweitexistenz in einem vornehmen Haus mit Kontakten in die „feine Gesellschaft“.
Eines Tages wird der Schurke mit den Glacéhandschuhen tot aufgefunden. Am Tatort findet man eine Brieftasche, die die Spur auf einen gewissen Max Vollrath weist … und der ist niemand anderes als Hans Jörgen, der sich zur Neugründung einer bürgerlichen Existenz als bodenständiger Arbeiter diesen Namen zugelegt hat. Doch wieder einmal ist Hans Jörgen unschuldig an der ihm zur Last gelegten Tat, und wieder einmal wird er nichtsdestotrotz verhaftet. Erneut kann Else ihren Liebsten aus der Klemme helfen, in dem sie nachweist, dass die Brieftasche in Wahrheit dem Schlosser-Franz gehört. Der Mörder wird verhaftet, und endlich können Hans Jörgen und die schwarze Else in eine schöne, gemeinsame Zukunft starten.

## Produktionsnotizen
Spelunke entstand im Herbst 1928 in den Berliner Jofa-Ateliers, passierte die Filmzensur am 21. Dezember 1928 und wurde am 2. Januar 1929 in Berlins Beba-Palast Atrium uraufgeführt. Der mit Jugendverbot belegte Sechsakter besaß eine Länge von 2143 Meter.
Josef Stein übernahm die Produktionsleitung, Kurt Richter gestalteten die Filmbauten.

## Kritik
In dem österreichischen Blatt „Freiheit!“ Ist zu lesen: „Regisseur Emo hat mit diesem Film ein Pendant zu dem seinerseits so erfolgreichen Film Unterwelt geschaffen. Ein Gegenstück – Nicht eine Nachahmung! Denn der Film erfüllt jeden Anspruch auf Originalität und Ideenreichtum.“